# Barnardillo wareni
Barnardillo wareni là một loài chân đều trong họ Armadillidae. Loài này được Collinge miêu tả khoa học năm 1917.